# Piravi
Piravi è un film del 1988 diretto da Shaji N. Karun, vincitore della Menzione speciale per la miglior opera prima al 42º Festival di Cannes.

## Riconoscimenti
- 1989 - Festival di Cannes
  - Menzione speciale